# Sadiq el-Mahdi

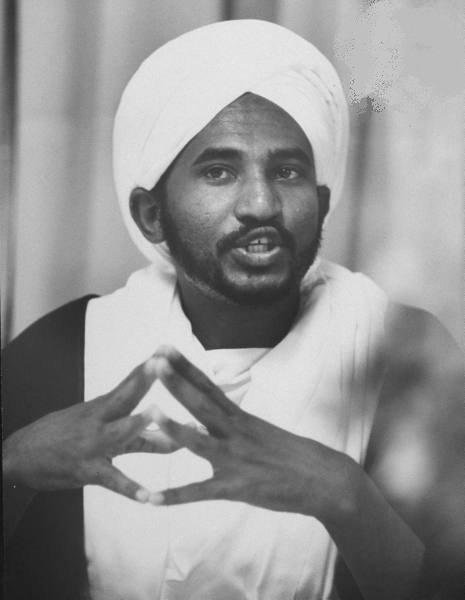
Sadiq el-Mahdi, 1964.

Sadiq el-Mahdi, född 25 december 1935 i Omdurman, död 26 november 2020 i Abu Dhabi i Förenade Arabemiraten, var en sudanesisk politisk ledare. Han var Sudans premiärminister från 17 juli 1966 till 18 maj 1967 och från 6 maj 1986 till 30 juni 1989. el-Mahdi var medlem i Club de Madrid.
Han var son till Sayed Siddick el-Mahdi.
el-Mahdi avled i sviterna av covid-19.